# پیازچنزو
پیازچنزو (به لاتین: Piaseczno) یک شهر و گمینا در لهستان است که در گمینا پیاسچنو واقع شده‌است. پیازچنزو ۱۶٫۳۳ کیلومتر مربع مساحت و ۴۷٬۶۶۰ نفر جمعیت دارد.

## خواهرخوانده
شهرهای گوآدیکس و La Calmette خواهرخوانده‌های پیازچنزو هستند.